# The Sky's the Limit

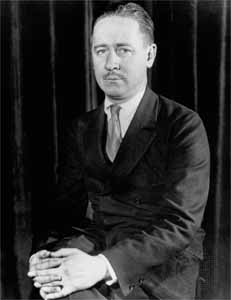
Humorista, jornalista, crítico e roteirista, Robert Benchley foi também ator, geralmente interpretando indivíduos folgazões e/ou bem falantes. Quando ainda estudava em Harvard, criou um esquete que o acompanharia pelo resto da vida -- o do atordoado orador no jantar. Faleceu em 1945, de hemorragia cerebral.

The Sky's the Limit (Brasil: Tudo por Ti ) é um filme estadunidense de 1943, do gênero comédia musical, dirigido por Edward H. Griffith e estrelado por Fred Astaire e Joan Leslie.

## A Produção
Astaire retornou à RKO Radio Pictures após quatro anos de ausência, agora sem Ginger Rogers, mas com Joan Leslie, com quem demonstrou ter boa química. Joan tinha contrato com a Warner Bros. que, para liberá-la, obteve os direitos de The Animal Kingdom e Of Human Bondage. O filme foi um dos principais sucessos da RKO no ano.
A trilha sonora, de Leigh Harline, foi indicada ao Oscar da categoria, bem como a canção My Shining Hour, de Harold Arlen e Johnny Mercer.
O par central canta e dança em A Lot in Common with You, também composta por Arlen e Mercer, e na mencionada My Shining Hour. Outro grande momento é o solo de Astaire em One for My Baby and One for the Road, igualmente de Arlen e Mercer. Robert Benchley apresenta uma variação do número que o tornou famoso, o discurso pós-jantar.

## Sinopse
Fred, piloto herói de guerra, está de licença em Nova Iorque, na companhia dos colegas Richard e Reginald. A cidade preparou-lhes uma série de homenagens, mas Fred, cansado de tudo aquilo, prefere descansar incógnito. Ele logo encontra Joan, fotógrafa de uma revista, que se empenha em participar do esforço de guerra. Ela pensa que ele é um covarde, porque é bem reticente quando o assunto vem à baila.

## Premiações
| Prêmio | Categoria                                   | Situação |
| ------ | ------------------------------------------- | -------- |
| Oscar  | Melhor Trilha Sonora Melhor Canção Original | Indicado |

## Elenco
| Ator/Atriz          | Personagem               |
| ------------------- | ------------------------ |
| Fred Astaire        | Fred Atwell              |
| Joan Leslie         | Joan Manion              |
| Robert Benchley     | Phil Harriman            |
| Robert Ryan         | Reginald Fenton          |
| Elizabeth Patterson | Senhora Fisher           |
| Marjorie Gateson    | Recepcionista da taberna |